# Meriones persicus
Meriones persicus é uma espécie de roedor da família Muridae.
Pode ser encontrada nos seguintes países: Afeganistão, Arménia, Azerbaijão, Irão, Iraque, Paquistão, Turquia e Turquemenistão.